# Hyperplatys argentinus
Hyperplatys argentinus es una especie de escarabajo longicornio del género Hyperplatys, tribu Acanthocinini, subfamilia Lamiinae. Fue descrita científicamente por Berg en 1889.
El período de vuelo de la especie se presenta durante el mes de noviembre.

## Descripción
Mide 5 milímetros de longitud.

## Distribución
Se distribuye por Argentina, Brasil y Uruguay.